# Condado de Renville (Dakota del Norte)
El condado de Renville (en inglés: Renville County, North Dakota), fundado en 1873,  es uno de los 53 condados del estado estadounidense de Dakota del Norte. En el año 2000 tenía una población de 2610 habitantes y una densidad poblacional de 1 personas por km². La sede del condado es Mohall.

## Geografía
Según la Oficina del Censo, el condado tiene un área total de 2310 km² (891,9 mi²), de la cual 2266 km² (874,9 mi²) es tierra y 44 km² (17,0 mi²) es agua.

### Condados adyacentes
- Condado de Bottineau (este)
- Condado de McHenry (sureste)
- Condado de Ward (sur)
- Condado de Burke (noroeste)

### Áreas Nacional protegida
- Alto Souris Refugio de Vida Silvestre (parte)

## Demografía
En el 2000 la renta per cápita promedia del condado era de $30 746, y el ingreso promedio para una familia era de $36 023. El ingreso per cápita para el condado era de $16 478. En 2000 los hombres tenían un ingreso per cápita de $25 346 versus $16 700 para las mujeres. Alrededor del 11.00% de la población estaba bajo el umbral de pobreza nacional.
| 1910 | 1920 | 1930 | 1940 | 1950 | 1960 | 1970 | 1980 | 1990 | 2000 | Est. 2009 |
| ---- | ---- | ---- | ---- | ---- | ---- | ---- | ---- | ---- | ---- | --------- |
| 7840 | 7776 | 7263 | 5533 | 5405 | 4698 | 3828 | 3608 | 3160 | 2610 | 2227      |

## Mayores autopistas
- U.S. Highway 52
- U.S. Highway 83
- Carretera de Dakota del Norte 5
- Carretera de Dakota del Norte 28

## Lugares

### Ciudades
- Glenburn
- Grano
- Loraine
- Mohall
- Sherwood
- Tolley

Nota: todas las comunidades incorporadas en Dakota del Norte se les llama "ciudades" independientemente de su tamaño

### Municipios
| - Brandon - Callahan - Clay - Colquhoun - Eden Valley - Ensign - Fairbanks - Grassland | - Grover - Hamerly - Hamlet - Hurley - Ivanhoe - Lockwood - McKinney - Muskego | - Plain - Prescott - Prosperity - Rockford - Roosevelt - Stafford - Van Buren - White Ash |